# كاثرين آن جونز
كاثرين آن جونز (بالإنجليزية: Catherine Ann Jones)‏ هي كاتِبة وكاتبة مسرحية وممثلة أمريكية، ولدت في 13 أبريل 1944. من الجوائز التي نالتها برنامج فولبرايت.

## جوائز
- برنامج فولبرايت

## وصلات خارجية
- كاثرين آن جونز على موقع IMDb (الإنجليزية)
- كاثرين آن جونز على موقع قاعدة بيانات الفيلم (الإنجليزية)